# Moră
Mora (plural, „more“) este un termen lingvistic folosit în fonologie, care se referă la unitatea minimă a timpului metric, echivalentul unei silabe scurte. Mora este importantă deoarece determină accentul sau izocronia („cadența vorbirii”) în unele limbi. Termenul vine din limba latină („a întârzia”, „a întârzia”).
Ca și alți termeni lingvistici, definiția unei more variază, cea mai succintă definiție fiind poate cea a lingvistului american James D. McCawley din 1968: o moră este „ceva din care o silabă lungă are două, și o silabă scurtă una”. 
O silabă scurtă se zice că este „monomoraică”, iar una lungă „bimoraică”.
Formarea morelor:
- prima sau primele consoane ale silabei nu reprezintă o moră
- nucleul silabei reprezintă o moră dacă este o silabă scurtă, sau două more în cazul silabelor lungi sau a diftongilor. Și consoanele care sunt nucleuri silabice sunt more, respectiv una dacă consoana este scurtă sau două dacă este lungă. Limba slovacă este un exemplu de limbă care are nuceluri consonantice scurte și lungi.
- În unele limbi, de exemplu japoneza, coda silabică (sunetul final al silabei) reprezintă o moră, dar în alte limbi, de exemplu irlandeza, nu.
- În unele limbi, o silabă cu o vocală lungă sau diftong în nucleu și una sau mai multe consoane finale se numește „trimoraică”.

În general, silabe monomoraice se numesc „ușoare”, cele bimoraice „grele”, iar cele trimoraice „supergrele”.
În India, mora a fost cunoscută deja acum peste 2000 de ani în școala lingvistică indiană care analiza limba sanscrită.
Limba japoneză este cunoscută pentru importanța morei, majoritatea dialectelor, inclusiv japoneza standard, folosesc morele și nu silabele ca bază a sistemului fonologic. De exemplu, poeziile haiku au 5/7/5 more și nu silabe (cum deseori este explicat). Sunetul final „n” în cuvântul „Nippon” („Japonia”) este moraic. Astfel, cuvântul are 4 more: ni-p-po-n dar doar 2 silabe. La fel, cuvintele „Tōkyō” și „Nagasaki” au ambele 4 more dar primul are 2 silabe, iar al doilea 4 silabe.
Morele sunt importante și în deciderea accentului în pronunția cuvintelor împrumutate (gairaigo): accentul cade pe a treia moră de la urmă: sokurátesu („Socrates”), pokétto („buzunar”), washínton („Washington”).